# HMS Blackmore (L43)
HMS Blackmore (L43) là một tàu khu trục hộ tống lớp Hunt Kiểu II của Hải quân Hoàng gia Anh Quốc được hạ thủy năm 1941 và đưa ra phục vụ vào năm 1942. Nó đã hoạt động cho đến hết Chiến tranh Thế giới thứ hai, ngừng hoạt động sau khi chiến tranh kết thúc, rồi được bán cho Hải quân Hoàng gia Đan Mạch năm 1954, và tiếp tục phục vụ như là chiếc HDMS Esbern Snare (F341) cho đến khi bị tháo dỡ năm 1966.

## Thiết kế và chế tạo
Blackmore thuộc vào số 33 chiếc tàu khu trục lớp Hunt nhóm II, có mạn tàu rộng hơn nhóm I, tạo độ ổn định cho một tháp pháo QF 4 in (100 mm) Mark XVI nòng đôi thứ ba, cũng như cho phép tăng số lượng mìn sâu mang theo từ 40 lên 110.
Blackmore được đặt hàng cho hãng A. Stephen & Sons vào ngày 20 tháng 12 năm 1939 trong khuôn khổ Chương trình Chế tạo Khẩn cấp Chiến tranh 1939, và được đặt lườn tại xưởng tàu Glasgow vào ngày 10 tháng 2 năm 1941. Nó được hạ thủy vào ngày 2 tháng 12 năm 1941 và nhập biên chế vào ngày 14 tháng 4 năm 1942. Tên nó được đặt theo tên một rừng săn cáo tại Somerset. Con tàu được cộng đồng dân cư Langport tại Somerset đỡ đầu trong khuôn khổ cuộc vận động gây quỹ Tuần lễ Tàu chiến vào tháng 2 năm 1942.

## Lịch sử hoạt động

### 1942
Sau khi hoàn tất trang bị và chạy thử máy, Blackmore đi đến Scapa Flow vào tháng 4 năm 1942 để thực tập cùng các tàu chiến thuộc Hạm đội Nhà, rồi gia nhập Chi hạm đội Khu trục 2 vào tháng 5, được cử hộ tống các đoàn tàu vận tải lên đường đi Freetown. Vào ngày 1 tháng 6, nó cùng thiết giáp hạm Nelson (28) và tàu khu trục Derwent (L83) tham gia thành phần hộ tống cho Đoàn tàu WS 19P trong chuyến đi vượt đại dương, tách khỏi đoàn tàu vào ngày 15 tháng 6 sau khi đi đến Freetown, nơi nó được giữ lại cho vai trò hộ tống vận tải tại chỗ.
Blackmore cùng tàu khu trục Brilliant (H84) rời Freetown vào ngày 24 tháng 6 để gặp gỡ Đoàn tàu WS 20 cho chặng đường vượt Đại Tây Dương từ Clyde, gia nhập đoàn tàu vào ngày 26 tháng 6. Nó tách khỏi Đoàn tàu WS 20 vào ngày 2 tháng 7 sau khi đi đến Freetown, rồi tham gia hộ tống đoàn tàu trở lại vào ngày 6 tháng 7, có sự tham gia của thiết giáp hạm Malaya (1915) và các tàu khu trục Brilliant và Wivern (1919) trong chặng đường hướng đến mũi Hảo Vọng. Vào ngày 17 tháng 7, nó tách khỏi lực lượng hộ tống đại dương của Malaya và hộ tống đoàn tàu đi đến Cape Town. Đến ngày 19 tháng 7, nó được bố trí tại Simonstown để làm nhiệm vụ hộ tống vận tải tại Nam Đại Tây Dương và Ấn Độ Dương.

### 1943
Blackmore ở lại Simonstown cho đến tháng 1 năm 1943. Sang tháng 2, nó tham gia Đoàn tàu WS 26 cho chặng đường từ Freetown đến Cape Town, rồi thay phiên cho tàu tàu khu trục Quality (G62) để tiếp tục hộ tống Đoàn tàu WS 26 cho chặng đường đi sang Ấn Độ Dương. Nó lên đường đi Durban, gia nhập Đoàn tàu WS 26 tại đây vào ngày 1 tháng 3 cùng tàu quét mìn Carnatic (J199) và các tàu khu trục Catterick (L81) và Relentless (H85), rồi tách khỏi đoàn tàu vào ngày 3 tháng 3 để hộ tống cho Đoàn tàu DN 21 quay trở lại Durban. Con tàu đi đến Simonstown để được tái trang bị, và sau khi hoàn tất vào tháng 5, nó đi đến Freetown để phục vụ hộ tống vận tải tại Nam Đại Tây Dương.
Blackmore hoạt động hộ tống vận tải tại chỗ từ Freetown, rồi thực hiện một chuyến đi đến Gibraltar vào ngày 20 tháng 6 để hộ tống Đoàn tàu WS 31 đi đến Freetown, đến nơi vào ngày 4 tháng 7, và tiếp tục hộ tống cho Đoàn tàu WS 31 cho đến ngày 15 tháng 7, khi nó quay trở lại Freetown và được điều động sang khu vực Địa Trung Hải.
Vào tháng 8, Blackmore gia nhập Đội khu trục 57 đặt căn cứ tại Malta, và được bố trí bảo vệ các đoàn tàu vận tải tại khu vực Trung tâm Địa Trung Hải. Sang tháng 9, nó tham gia một lực lượng đặc nhiệm hải quân hỗ trợ cho Chiến dịch Avalanche, cuộc đổ bộ của lực lượng Đồng Minh lên Salerno, Ý. Vào ngày 8 tháng 9, nó được bố trí hộ tống cho Đoàn tàu TSF1X trong chặng đường từ Palermo, Sicily đến bãi đổ bộ ngoài khơi Salerno. Sau khi được tách ra khỏi chiến dịch, nó tiếp nối hoạt động hộ tống cùng đội khu trục, và trong tháng 11 và tháng 12, nó gia nhập Đội khu trục 60 cũng đặt căn cứ tại Malta, nhưng được bố trí hộ tống vận tải và hỗ trợ các hoạt động quân sự tại vùng biển Adriatic.

### 1944
Từ tháng 1 đến tháng 5, 1944, Blackmore tiếp nối hoạt động hộ tống vận tải. Vào ngày 16 tháng 1, nó tham gia bắn phá Durazzo, Albania cùng tàu khu trục Ledbury (L90). Đến tháng 6, con tàu được điều sang Chi hạm đội Khu trục 5 trực thuộc Hạm đội Địa Trung Hải, và đã cùng tàu khu trục Eggesford đối đầu với bốn tàu phóng lôi E-boat Đức trong biển Adriatic. Sang tháng 7, nó làm nhiệm vụ tuần tra và hộ tống các đoàn tàu vận tải đang tập trung lực lượng nhằm chuẩn bị cho Chiến dịch Dragoon, cuộc đổ bộ của lực lượng Đồng Minh lên miền Nam nước Pháp. Chiến dịch này được tiến hành dưới sự chỉ huy chung của Hải quân Hoa Kỳ.
Vào tháng 8, trong khuôn khổ Chiến dịch Dragoon, Blackmore tham gia hộ tống cho Đoàn tàu SM2 khởi hành từ Naples, Ý vào ngày 13 tháng 8. Sau khi được tách khỏi chiến dịch và quay trở lại sự chỉ huy của Hải quân Hoàng gia, nó được lệnh quay trở về Anh vào tháng 9 để được tái trang bị tại Sheerness, trước khi được dự định cử sang phục vụ tại Viễn Đông.

### 1945
Blackmore hoàn tất việc đại tu vào tháng 1, 1945, và sau đó tiến hành chạy thử máy sau sửa chữa và tiếp tục tái trang bị. Vào tháng 3, nó được điều động vào việc hộ tống vận tải ven biển do đối phương tăng cường quấy phá và rải mìn bằng tàu phóng lôi E-boat và tàu ngầm trang bị ống hơi tại khu vực cửa sông Thames. Đến tháng 4, nó được điều sang Chi hạm đội Khu trục 18 trực thuộc Hạm đội Viễn Đông, và đã gia nhập đơn vị mới tại Bombay, Ấn Độ vào ngày 28 tháng 4. Nó được bố trí như tàu trinh sát thời tiết tại khu vực quần đảo Andaman vào tháng 5, lúc diễn ra Chiến dịch Dracula, cuộc đổ bộ của lực lượng Đồng Minh lên Rangoon, Miến Điện; và sau đó lại tiếp tục hoạt động hộ tống vận tải hỗ trợ các chiến dịch quân sự và tuần tra trong Ấn Độ Dương.
Blackmore tiếp tục hoạt động tại khu vực này cho đến giữa tháng 8, khi Nhật Bản chấp nhận đầu hàng kết thúc hoàn toàn Thế Chiến II. Nó khởi hành từ Trincomalee, Ceylon vào ngày 4 tháng 9 trong thành phần hộ tống các tàu sân bay đi đến eo biển Malacca, rồi gia nhập thành phần hộ tống cho Đoàn tàu JE1F hai ngày sau đó trong eo biển Malacca, hình thành nên lực lượng hộ tống tiến hành Chiến dịch Zipper.

### Sau chiến tranh
Blackmore được bố trí tại Singapore, thực hiện nhiệm vụ chiếm đóng cho đến khi được lệnh quay trở về Anh. Nó rời Trincomalee vào ngày 8 tháng 10, và sau khi về đến Plymouth được đưa về Hạm đội Dự bị tại Devonport, nơi nó ở trong thành phần dự bị cho đến năm 1952.
Blackmore được chuyển cho Đan Mạch mượn vào ngày 18 tháng 7, 1952, và sau khi được tái trang bị, nó nhập biên chế cùng Hải quân Hoàng gia Đan Mạch như một tàu frigate dưới tên gọi HDMS Esbern Snare (F341). Nó phục vụ cùng Hải quân Đan Mạch cho đến khi ngừng hoạt động vào năm 1966.